# Miguel (Sänger)/Diskografie
Diese Diskografie ist eine Übersicht über die musikalischen Werke des US-amerikanischen R&B-Sängers und Songwriters Miguel. Den Schallplattenauszeichnungen zufolge hat er bisher mehr als 44,3 Millionen Tonträger verkauft, davon alleine in seiner Heimat über 33,5 Millionen. Seine erfolgreichste Veröffentlichung ist die Single Sure Thing mit über 5,3 verkauften Einheiten.

## Alben

### Studioalben
| Jahr | Titel Musiklabel                          | Höchstplatzierung, Gesamtwochen, AuszeichnungChartplatzierungen (Jahr, Titel, Musiklabel, Platzierungen, Wochen, Auszeichnungen, Anmerkungen) | Höchstplatzierung, Gesamtwochen, AuszeichnungChartplatzierungen (Jahr, Titel, Musiklabel, Platzierungen, Wochen, Auszeichnungen, Anmerkungen) | Höchstplatzierung, Gesamtwochen, AuszeichnungChartplatzierungen (Jahr, Titel, Musiklabel, Platzierungen, Wochen, Auszeichnungen, Anmerkungen) | Höchstplatzierung, Gesamtwochen, AuszeichnungChartplatzierungen (Jahr, Titel, Musiklabel, Platzierungen, Wochen, Auszeichnungen, Anmerkungen) | Höchstplatzierung, Gesamtwochen, AuszeichnungChartplatzierungen (Jahr, Titel, Musiklabel, Platzierungen, Wochen, Auszeichnungen, Anmerkungen) | Anmerkungen                              |
| Jahr | Titel Musiklabel                          | DE | AT | CH | UK | US | Anmerkungen                              |
| ---- | ----------------------------------------- | --- | --- | --- | --- | --- | ---------------------------------------- |
| 2010 | All I Want Is You Jive Records (SME)      | — | — | — | — | US37 Platin · (77 Wo.)US | Erstveröffentlichung: 30. November 2010  |
| 2012 | Kaleidoscope Dream RCA Records (SME)      | — | — | — | UK— SilberUK | US3 Platin · (49 Wo.)US | Erstveröffentlichung: 25. September 2012 |
| 2015 | Wildheart RCA Records (SME)               | — | — | CH93 (1 Wo.)CH | UK31 (2 Wo.)UK | US2 (14 Wo.)US | Erstveröffentlichung: 29. Juni 2015      |
| 2017 | War & Leisure ByStorm / RCA Records (SME) | — | — | — | UK92 (1 Wo.)UK | US9 Gold · (34 Wo.)US | Erstveröffentlichung: 1. Dezember 2017   |

### Mixtapes
- 2012: Art Dealer Chic Vol. 1
- 2012: Art Dealer Chic Vol. 2
- 2012: Art Dealer Chic Vol. 3
- 2012: Kaleidoscope Dream: The Water Preview
- 2014: Wild

### EPs
- 2012: Kaleidoscope Dream: The Water Preview
- 2012: iTunes Festival: London 2012
- 2012: Kaleidoscope Dream: The Air Preview
- 2013: Spotify Sessions London
- 2016: Rogue Waves
- 2016: Spotify Sessions
- 2018: Spotify Singles (nur digital, mit den Titeln Sky Walker und Get You, einer Coverversion von Daniel Caesar[1])
- 2019: Te lo dije
- 2021: Art Dealer Chic 4

## Singles

### Als Leadmusiker
| Jahr | Titel Album                                               | Höchstplatzierung, Gesamtwochen, AuszeichnungChartplatzierungen (Jahr, Titel, Album, Platzierungen, Wochen, Auszeichnungen, Anmerkungen) | Höchstplatzierung, Gesamtwochen, AuszeichnungChartplatzierungen (Jahr, Titel, Album, Platzierungen, Wochen, Auszeichnungen, Anmerkungen) | Höchstplatzierung, Gesamtwochen, AuszeichnungChartplatzierungen (Jahr, Titel, Album, Platzierungen, Wochen, Auszeichnungen, Anmerkungen) | Höchstplatzierung, Gesamtwochen, AuszeichnungChartplatzierungen (Jahr, Titel, Album, Platzierungen, Wochen, Auszeichnungen, Anmerkungen) | Höchstplatzierung, Gesamtwochen, AuszeichnungChartplatzierungen (Jahr, Titel, Album, Platzierungen, Wochen, Auszeichnungen, Anmerkungen) | Anmerkungen                                                                                         |
| Jahr | Titel Album                                               | DE | AT | CH | UK | US | Anmerkungen                                                                                         |
| ---- | --------------------------------------------------------- | --- | --- | --- | --- | --- | --------------------------------------------------------------------------------------------------- |
| 2010 | All I Want Is You                                         | — | — | — | UK— SilberUK | US58 Platin · (14 Wo.)US | Erstveröffentlichung: 25. Mai 2010 feat. J. Cole                                                    |
| 2011 | Sure Thing All I Want Is You                              | DE22 a Gold · (19 Wo.)DE | AT14 a (16 Wo.)AT | CH10 a (24 Wo.)CH | UK4 a ×2Doppelplatin · (30 Wo.)UK | US11 b ×3Dreifachplatin · (52 Wo.)US | Erstveröffentlichung: 17. Januar 2011 Wiederveröffentlichung: 27. Januar 2023 Verkäufe: + 5.360.000 |
| 2011 | Quickie All I Want Is You                                 | — | — | — | — | US62 Gold · (14 Wo.)US | Erstveröffentlichung: 2. August 2011                                                                |
| 2012 | Adorn Kaleidoscope Dream                                  | — | — | — | UK49 Platin · (6 Wo.)UK | US17 ×3Dreifachplatin · (33 Wo.)US | Erstveröffentlichung: 7. August 2012                                                                |
| 2013 | How Many Drinks? Kaleidoscope Dream                       | — | — | — | UK— SilberUK | US69 Platin · (20 Wo.)US | Erstveröffentlichung: 3. März 2013 feat. Kendrick Lamar                                             |
| 2015 | Coffee Wildheart                                          | — | — | — | UK97 Silber · (1 Wo.)UK | US78 Platin · (3 Wo.)US | Erstveröffentlichung: 4. Mai 2015 feat. Wale                                                        |
| 2016 | Waves Wildheart                                           | — | — | — | — | US— GoldUS | Erstveröffentlichung: 26. Februar 2016                                                              |
| 2017 | 2 Lovin U –                                               | — | — | — | — | — | Erstveröffentlichung: 21. Februar 2017 mit DJ Premier                                               |
| 2017 | Sky Walker War & Leisure                                  | — | — | — | UK— GoldUK | US29 ×3Dreifachplatin · (26 Wo.)US | Erstveröffentlichung: 31. August 2017 feat. Travis Scott                                            |
| 2017 | Shockandawe –                                             | — | — | — | — | — | Erstveröffentlichung: 7. September 2017                                                             |
| 2017 | Told You So War & Leisure                                 | — | — | — | — | — | Erstveröffentlichung: 3. November 2017                                                              |
| 2017 | Pineapple Skies War & Leisure                             | — | — | — | — | — | Erstveröffentlichung: 17. November 2017                                                             |
| 2017 | Come Through and Chill War & Leisure                      | — | — | — | UK— SilberUK | US— PlatinUS | Erstveröffentlichung: 27. November 2017 feat. J. Cole                                               |
| 2018 | Remember Me (Dúo) Coco – Lebendiger als das Leben! O.S.T. | — | — | — | — | US— PlatinUS | Erstveröffentlichung: 26. Januar 2018 feat. Natalia Lafourcade                                      |
| 2018 | Python –                                                  | — | — | — | — | — | Erstveröffentlichung: 31. Juli 2018                                                                 |
| 2018 | Banana Clip War & Leisure                                 | — | — | — | — | — | Erstveröffentlichung: 3. August 2018                                                                |
| 2019 | I Found You / Nilda’s Story –                             | — | — | — | — | — | Erstveröffentlichung: 4. Januar 2019 mit Benny Blanco & Calvin Harris                               |
| 2019 | Funeral Art Dealer Chic 4                                 | — | — | — | — | — | Erstveröffentlichung: 1. November 2019                                                              |

### Als Gastmusiker
| Jahr | Titel Album                                                         | Höchstplatzierung, Gesamtwochen, AuszeichnungChartplatzierungen (Jahr, Titel, Album, Platzierungen, Wochen, Auszeichnungen, Anmerkungen) | Höchstplatzierung, Gesamtwochen, AuszeichnungChartplatzierungen (Jahr, Titel, Album, Platzierungen, Wochen, Auszeichnungen, Anmerkungen) | Höchstplatzierung, Gesamtwochen, AuszeichnungChartplatzierungen (Jahr, Titel, Album, Platzierungen, Wochen, Auszeichnungen, Anmerkungen) | Höchstplatzierung, Gesamtwochen, AuszeichnungChartplatzierungen (Jahr, Titel, Album, Platzierungen, Wochen, Auszeichnungen, Anmerkungen) | Höchstplatzierung, Gesamtwochen, AuszeichnungChartplatzierungen (Jahr, Titel, Album, Platzierungen, Wochen, Auszeichnungen, Anmerkungen) | Anmerkungen |
| Jahr | Titel Album                                                         | DE | AT | CH | UK | US | Anmerkungen |
| ---- | ------------------------------------------------------------------- | --- | --- | --- | --- | --- | --- |
| 2011 | Lotus Flower Bomb Ambition                                          | — | — | — | — | US38 ×2Doppelplatin · (20 Wo.)US | Erstveröffentlichung: 11. Oktober 2011 Wale feat. Miguel                                                                      |
| 2012 | Pride n Joy –                                                       | — | — | — | — | — | Erstveröffentlichung: 23. Mai 2012 Fat Joe feat. Kanye West, Miguel, Jadakiss, Mos Def, DJ Khaled, Roscoe Dash & Busta Rhymes |
| 2013 | Power Trip Born Sinner                                              | — | — | — | UK46 Platin · (7 Wo.)UK | US19 Platin · (29 Wo.)US | Erstveröffentlichung: 14. Februar 2013 J. Cole feat. Miguel                                                                   |
| 2013 | #Beautiful Me. I Am Mariah… The Elusive Chanteuse                   | — | — | — | UK22 Silber · (16 Wo.)UK | US15 Platin · (16 Wo.)US | Erstveröffentlichung: 6. Mai 2013 Mariah Carey feat. Miguel                                                                   |
| 2014 | This Is Not a Game Die Tribute von Panem – Mockingjay Teil 1 O.S.T. | — | — | — | — | — | Erstveröffentlichung: 17. Oktober 2014 The Chemical Brothers feat. Miguel                                                     |
| 2014 | Good Lovin Ludaversal                                               | — | — | — | — | US91 Gold · (1 Wo.)US | Erstveröffentlichung: 15. Dezember 2014 Ludacris feat. Miguel                                                                 |
| 2015 | Everyday At.Long.Last.A$AP                                          | DE— GoldDE | — | — | UK56 Platin · (9 Wo.)UK | US92 ×3Dreifachplatin · (2 Wo.)US | Erstveröffentlichung: 8. Mai 2015 A$AP Rocky feat. Mark Ronson & Rod Stewart                                                  |
| 2016 | XPlicit –                                                           | — | — | — | — | — | Erstveröffentlichung: 2. September 2016 French Montana feat. Miguel                                                           |
| 2017 | Lost in Your Light Dua Lipa                                         | — | — | — | UK86 Silber · (1 Wo.)UK | — | Erstveröffentlichung: 21. April 2017 Dua Lipa feat. Miguel                                                                    |
| 2017 | Stay for It –                                                       | — | — | — | — | — | Erstveröffentlichung: 2. Juni 2017 RL Grime feat. Miguel                                                                      |
| 2017 | Sunshine –                                                          | — | — | — | — | — | Erstveröffentlichung: 29. September 2017 Kyle feat. Miguel                                                                    |
| 2017 | Oásis –                                                             | — | — | — | — | — | Erstveröffentlichung: 13. Oktober 2017 Emicida feat. Miguel                                                                   |
| 2017 | Backstage 2008                                                      | — | — | — | — | — | Erstveröffentlichung: 20. Oktober 2017 OverDoz. feat. Miguel                                                                  |
| 2018 | Remind Me to Forget Kids in Love                                    | DE14 Gold · (22 Wo.)DE | AT4 Gold · (24 Wo.)AT | CH2 Platin · (24 Wo.)CH | UK69 Silber · (8 Wo.)UK | US63 (11 Wo.)US | Erstveröffentlichung: 16. März 2018 Kygo feat. Miguel                                                                         |
| 2018 | Got Friends –                                                       | — | — | — | — | — | Erstveröffentlichung: 13. Juni 2018 GoldLink feat. Miguel                                                                     |
| 2018 | Stay Woke Legends of the Summer                                     | — | — | — | — | — | Erstveröffentlichung: 25. Juni 2018 Meek Mill feat. Miguel                                                                    |
| 2019 | Show Me Love Alicia                                                 | — | — | — | — | US90 Platin · (1 Wo.)US | Erstveröffentlichung: 17. September 2019 Alicia Keys feat. Miguel                                                             |
| 2020 | Happiness Over Everything (H.O.E.) Chilombo                         | — | — | — | — | US65 Platin · (1 Wo.)US | Jhené Aiko feat. Future & Miguel                                                                                              |
| 2022 | Don’t Forget My Love Diplo                                          | — | — | — | UK30 Gold · (27 Wo.)UK | US— GoldUS | Erstveröffentlichung: 11. Februar 2022 Diplo feat. Miguel                                                                     |
| 2025 | Sweet Dreams –                                                      | — | — | — | UK42 (1 Wo.)UK | US66 (1 Wo.)US | Erstveröffentlichung: 7. März 2025 J-Hope feat. Miguel                                                                        |

## Promoveröffentlichungen
Promo-Singles
- 2005: Getcha Hands Up
- 2015: Simple Things (Remix) (feat. Chris Brown)

## Sonderveröffentlichungen
Gastbeiträge
- 2011: Slide Over (Baby Bash feat. Miguel)
- 2013: PrimeTime (Janelle Monáe feat. Miguel)
- 2016: Overtime (Schoolboy Q feat. Miguel & Justine Skye)
- 2018: Light Me Up (RL Grime feat. Miguel & Julia Michaels)
- 2024: Incognito (Justice feat. Miguel)

## Statistik

### Chartauswertung
|                     | DE    | AT    | CH    | UK    | US    |
| ------------------- | ----- | ----- | ----- | ----- | ----- |
| Nummer-eins-Alben   | DE—DE | AT—AT | CH—CH | UK—UK | US—US |
| Top-10-Alben        | DE—DE | AT—AT | CH—CH | UK—UK | US3US |
| Alben in den Charts | DE—DE | AT—AT | CH1CH | UK2UK | US4US |

|                       | DE    | AT    | CH    | UK     | US     |
| --------------------- | ----- | ----- | ----- | ------ | ------ |
| Nummer-eins-Singles   | DE—DE | AT—AT | CH—CH | UK—UK  | US—US  |
| Top-10-Singles        | DE—DE | AT1AT | CH2CH | UK1UK  | US—US  |
| Singles in den Charts | DE2DE | AT2AT | CH2CH | UK10UK | US16US |

### Auszeichnungen für Musikverkäufe
| Silberne Schallplatte - Vereinigtes Königreich - 2023: für das Lied Weekend - 2024: für das Lied Girl With the Tattoo Enter Lewd Goldene Schallplatte - Australien - 2023: für die Single Banana Clip - 2023: für die Single Coffee - 2023: für die Single How Many Drinks? - 2023: für die Single Simple Things - 2023: für das Lied Girl With the Tattoo Enter Lewd - 2023: für die Single Power Trip - Belgien - 2018: für die Single Remind Me to Forget - Dänemark - 2013: für das Streaming #Beautiful - 2013: für das Streaming Adorn - 2019: für die Single Remind Me to Forget - 2022: für das Album Kaleidoscope Dream - 2024: für das Album All I Want Is You - 2024: für die Single Power Trip - 2025: für die Single Sky Walker - Griechenland - 2023: für die Single Sure Thing - Italien - 2018: für die Single Remind Me to Forget - 2021: für die Single Everyday - 2023: für die Single Sure Thing - Kanada - 2019: für die Single Coffee - 2019: für die Single Simple Things - 2019: für die Single Waves - 2019: für die Single Come Through and Chill - 2021: für die Single Lotus Flower Bomb - 2023: für die Single Lost in Your Light - Neuseeland - 2021: für die Single Come Through and Chill - 2024: für das Album Wildheart - Polen - 2021: für die Single Lost in Your Light - Spanien - 2024: für die Single Remind Me to Forget - 2024: für die Single Sure Thing - Vereinigte Staaten - 2017: für das Lied Do You… | Platin-Schallplatte - Australien - 2013: für die Single #Beautiful - 2018: für die Single Everyday - 2023: für die Single Pineapple Skies - 2023: für die Single Waves - Dänemark - 2022: für die Single Everyday - 2023: für die Single Sure Thing - 2023: für die Single Adorn - Frankreich - 2020: für die Single Remind Me to Forget - Kanada - 2019: für die Single Everyday - Neuseeland - 2021: für das Album War & Leisure - 2022: für das Album All I Want Is You - 2022: für die Single Pineapple Skies - 2022: für die Single How Many Drinks? - 2023: für das Album Kaleidoscope Dream - 2024: für die Single Coffee - Polen - 2019: für die Single Remind Me to Forget - 2023: für die Single Everyday - Vereinigte Staaten - 2019: für das Lied Simple Things 2× Platin-Schallplatte - Australien - 2018: für die Single Remind Me to Forget - 2023: für die Single Adorn - Kanada - 2019: für die Single Sky Walker - Neuseeland - 2022: für die Single Remind Me to Forget - 2023: für das Lied Weekend - 2024: für das Album All I Want Is You - 2024: für die Single #Beautiful - Portugal - 2022: für die Single Everyday | 3× Platin-Schallplatte - Neuseeland - 2024: für die Single Adorn - 2024: für die Single Everyday - 2024: für die Single Power Trip - 2024: für die Single Sky Walker - Portugal - 2024: für die Single Sure Thing 4× Platin-Schallplatte - Kanada - 2020: für die Single Remind Me to Forget - Schweden - 2018: für die Single Remind Me to Forget 5× Platin-Schallplatte - Vereinigte Staaten - 2024: für das Lied Weekend 8× Platin-Schallplatte - Australien - 2024: für die Single Sure Thing - Neuseeland - 2024: für die Single Sure Thing |

Anmerkung: Auszeichnungen in Ländern aus den Charttabellen bzw. Chartboxen sind in ebendiesen zu finden.
| Land/RegionAuszeichnungen für Musikverkäufe (Land/Region, Auszeichnungen, Verkäufe, Quellen) | Silber       | Gold       | Platin         | Verkäufe   | Quellen              |
| -------------------------------------------------------------------------------------------- | ------------ | ---------- | -------------- | ---------- | -------------------- |
| Australien (ARIA)                                                                            | —            | 6× Gold6   | 16× Platin16   | 1.330.000  | aria.com.au          |
| Belgien (BRMA)                                                                               | —            | Gold1      | —              | 15.000     | ultratop.be          |
| Dänemark (IFPI)                                                                              | —            | 7× Gold7   | 3× Platin3     | 440.000    | ifpi.dk              |
| Deutschland (BVMI)                                                                           | —            | 3× Gold3   | —              | 700.000    | musikindustrie.de    |
| Frankreich (SNEP)                                                                            | —            | —          | Platin1        | 200.000    | snepmusique.com      |
| Griechenland (IFPI)                                                                          | —            | Gold1      | —              | 10.000     | Einzelnachweise      |
| Italien (FIMI)                                                                               | —            | 3× Gold3   | —              | 110.000    | fimi.it              |
| Kanada (MC)                                                                                  | —            | 6× Gold6   | 7× Platin7     | 800.000    | musiccanada.com      |
| Neuseeland (RMNZ)                                                                            | —            | 2× Gold2   | 34× Platin34   | 982.500    | radioscope.co.nz NZ2 |
| Österreich (IFPI)                                                                            | —            | Gold1      | —              | 15.000     | ifpi.at              |
| Polen (ZPAV)                                                                                 | —            | Gold1      | 2× Platin2     | 95.000     | olis.pl              |
| Portugal (AFP)                                                                               | —            | —          | 5× Platin5     | 50.000     | Einzelnachweise      |
| Schweden (IFPI)                                                                              | —            | —          | 4× Platin4     | 320.000    | sverigetopplistan.se |
| Schweiz (IFPI)                                                                               | —            | —          | Platin1        | 20.000     | hitparade.ch         |
| Spanien (Promusicae)                                                                         | —            | 2× Gold2   | —              | 60.000     | elportaldemusica.es  |
| Vereinigte Staaten (RIAA)                                                                    | —            | 7× Gold7   | 30× Platin30   | 33.500.000 | riaa.com             |
| Vereinigtes Königreich (BPI)                                                                 | 10× Silber10 | 2× Gold2   | 5× Platin5     | 5.660.000  | bpi.co.uk            |
| Insgesamt                                                                                    | 10× Silber10 | 42× Gold42 | 108× Platin108 |            |                      |